# Gregor Florian Gysi
  Gregor Florian Gysi    (Berlín, 16 de gener de 1948) és un polític i advocat alemany, membre del partit Die Linke (L'Esquerra). Entre el 2005 i el 2009, va compartir amb Oskar Lafontaine el càrrec de president del grup de Die Linke al Bundestag; després de la retirada de Lafontaine de la política nacional i fins al 2015, va estar sol en aquest càrrec.

## Família i formació
Gregor Gysi va néixer a Berlín a la zona soviètica d'Alemanya. El seu pare, Klaus Gysi, va ocupar un alt càrrec a la República Democràtica Alemanya: va ser ministra de Cultura de 1966 a 1973. La seva mare, Irene, era la germana de l'activista polític Gottfried Lessing, que s'havia casat amb l'escriptora britànica i Premi Nobel Doris Lessing mentre ell era a l'exili a Rhodèsia meridional. La seva germana, Gabriele, és actriu, i va fugir de la RDA el 1985.
Gregor Gysi va assistir a l'escola integrada (Polytechnische Oberschule) de 1954 a 1962, després de 1962 a 1966 a l'escola secundària Heinrich-Hertz de Berlín (a partir de 1965 en especialitat de matemàtiques). El 1966 va obtenir el batxillerat i, alhora, el seu CAP de ramader de boví. Va estudiar dret a la Universitat Humboldt de Berlín, on va obtenir la carrera de dret el 1970.

## Activitat política
Membre del Partit Socialista Unificat d'Alemanya (SED), l'únic partit de la RDA, des del 1967, no va ser fins al 1989 i durant les manifestacions en les quals el poble va manifestar la seva insatisfacció amb el règim comunista, que es va fer conèixer del públic. El 4 de novembre de 1989, va parlar a Berlín davant una multitud de 500.000 persones, exigint una reforma del sistema electoral, així com la creació d'un consell constitucional. La seva eloqüència és molt notòria i contribuí a la seva elecció al càrrec de president del SED el 9 de desembre de 1989. Després defensà una col·laboració dels dos estats sobirans alemanys. Es negà a dissoldre el SED, que es convertí en el Partit del Socialisme Democràtic (PDS) del qual n'ocupà la presidència fins al 31 de gener de 1993. El 1990 va ser elegit diputat al Bundestag i va ser reelegit fins al 2002 quan va ocupar el càrrec de senador per a l'economia del Land de Berlín. Només va romandre allà sis mesos, i va renunciar al càrrec després d'un tema polític en què estava involucrat. Va tornar al panorama polític a les eleccions federals de 2005, quan va ser reelegit com a membre del parlament. Des de llavors ha presidit el grup de Die Linke al Bundestag, junt amb Oskar Lafontaine fins al 2009, després en solitari. El desembre de 2016, va ser elegit president del Partit de l'Esquerra Europea.
El 2017 va publicar les seves memòries polítiques, Ein Leben ist zu wenig. Die Autobiography, que fou un èxit editorial sorpresa amb més de 100.000 exemplars venuts en cinc mesos. Tornà aanalitzar la història de la RDA, lloant els seus ideals socials i culturals, però condemnant l'autoritarisme polític de l'antic règim d'Alemanya Oriental.